# Going Places
Going Places es una película dirigida por Ray Enright en 1938, y protagonizada por Dick Powell y Anita Louise.
La película ha pasado a la historia especialmente por incluir la canción Jeepers Creepers de Harry Warren y letra de Johnny Mercer, interpretada en el filme por Louis Armstrong. Esta canción fue nominada junto a otras nueve al premio Óscar a la mejor canción original de dicho año 1938, premio que finalmente ganó Thanks for the memory de la película The Big Broadcast of 1938.